# ديفيد جيجليوتي
ديفيد جيجليوتي (بالفرنسية: David Gigliotti)‏ هو لاعب كرة قدم فرنسي في مركز الهجوم، ولد في 30 مايو 1985 في مارتيج في فرنسا. شارك مع منتخب فرنسا تحت 18 سنة لكرة القدم ومنتخب فرنسا تحت 21 سنة لكرة القدم. أما مع النوادي، فقد لعب مع نادي أجاكسيو ونادي أرليه أفينيون ونادي تروا ونادي سانت إتيان ونادي لوهافر ونادي موناكو ونيم أولمبيك.

## وصلات خارجية
- ديفيد جيجليوتي على موقع الاتحاد الأوربي (الإنجليزية)
- ديفيد جيجليوتي على موقع رابطة كرة القدم الفرنسية للمحترفين (الإنجليزية)
- ديفيد جيجليوتي على موقع قاعدة بيانات كرة القدم.إي يو (الإنجليزية)
- ديفيد جيجليوتي على موقع Soccerway.com (الإنجليزية)
- ديفيد جيجليوتي على موقع AS.com (الإسبانية)